# Дечебал (Румунія)
Дечебал (рум. Decebal) — село у повіті Сату-Маре в Румунії. Входить до складу комуни Ветіш.
Село розташоване на відстані 450 км на північний захід від Бухареста, 9 км на захід від Сату-Маре, 127 км на північний захід від Клуж-Напоки.

## Населення
За даними перепису населення 2002 року у селі проживали 1127 осіб.
Національний склад населення села:
| Національність | Кількість осіб | Відсоток |
| -------------- | -------------- | -------- |
| румуни         | 1005           | 89,2%    |
| українці       | 101            | 9,0%     |
| угорці         | 18             | 1,6%     |

Рідною мовою назвали:
| Мова       | Кількість осіб | Відсоток |
| ---------- | -------------- | -------- |
| румунська  | 1061           | 94,1%    |
| українська | 50             | 4,4%     |
| угорська   | 15             | 1,3%     |